# Onthophagus matsudai
Onthophagus matsudai é uma espécie de inseto do género Onthophagus, família Scarabaeidae, ordem Coleoptera.

## História
Foi descrita cientificamente por Ochi & Kon em 2004.